# Raúl Salmón de la Barra
Raúl Salmón de la Barra (La Paz, 24 de septiembre de 1926 - La Paz, 24 de septiembre de 1990) fue un dramaturgo, radialista, político y periodista boliviano.

## Vida y legado
Fue redactor de los periódicos Última hora, La noche y El Diario y propietario de la radio Nueva América.
Durante la Revolución de 1952 fue exiliado del país, refugiándose en Colombia, Venezuela y Perú, países en los que trabajó como redactor periodístico. 
Fue, asimismo, alcalde de la ciudad de La Paz en dos oportunidades. La primera entre 1979 y 1982 y la última en 1988. Igualmente, presidió la Cámara Nacional de Medios de Comunicación.
En 1981 fue reconocido con el premio Onidas, otorgado por la Sociedad Española de Radiodifusión. También en 1981, el escritor Oscar Muñoz Cadima afirmó, en su libro Teatro boliviano contemporáneo, que Salmón era el "dramaturgo más representado de todos los tiempos" en Bolivia.
   

Se dice que Mario Vargas Llosa se inspiró en Salmón de la Barra para uno de los personajes principales de su novela La tía Julia y el escribidor. En palabras del nobel peruano, en una entrevista televisiva:
Mi ex mujer, entre sábanas, me contó de un señor que escribía teatro con mucha asiduidad, y luego fui testigo de que cuando vivía Salmón en Lima escribía unos radioteatros que le escuchaban hasta las piedras.
Actualmente, existe un concurso municipal organizado por el Gobierno Autónomo Municipal de La Paz que lleva el nombre de Raúl Salmón.

## Obra dramatúrgica
A propósito de sus obras teatrales, que suman más de 40 títulos, Salmón afirma que su interés por tal género fue enriquecido por su afición al reportaje policial:  
Me hice de joven un aficionado reportero policial y deambulé por comisarías de barrio y celdas colectivas […]. Rompí las suelas de mi zapato en caminatas y diálogos con detectives, lanceros, monrreros y soplones.
Asimismo, afirma que su sueño era que sus obras fuesen tan populares como el fútbol.
Las obras más reconocidas del autor, y que se siguen representando hasta el día de hoy, son las que responden a lo que él mismo denominó "teatro social": obras que reflejan la vida de los barrios pobres de la ciudad de La Paz. Sin embargo, a pesar de la popularidad de estas, en su momento fueron consideradas obras "inmorales, grotescas y anticatólicas" por tocar temas sensibles y usar palabras como prostituta, sexo y alcohol.
Su prolífica producción dramatúrgica puede dividirse en dos etapas y sus principales obras pueden resumirse como sigue a continuación:

### Primera etapa (entre1943 y 1975)
- Mi madre fue una chola
- Escuela de Pillos
- Los hijos del alcohol
- Noches de La Paz.
- La Lotería
- Plato Paceño
- Un argentino en La Paz
- Viva Belzu
- La computadora parlante

### Segunda etapa (de 1975 hasta su muerte)
- Las dos caras de Olañeta
- Sopocachi de mis sueños juveniles
- Alicia en el país de las comidillas
- Hijo de chola